# Parochlus brevipennis
Parochlus brevipennis är en tvåvingeart som beskrevs av Lars Zakarias Brundin 1966. Parochlus brevipennis ingår i släktet Parochlus och familjen fjädermyggor. Inga underarter finns listade i Catalogue of Life.